# La conquista de Albania
La conquista de Albania es una película de cine española dirigida por Alfonso Ungría.

## Ficha artística

### Actores principales
- Xabier Elorriaga (Luis de Navarra)
- Klara Badiola (Juana de Anjou)
- Chema Muñoz
- Walter Vidarte
- Ramón Barea
- Patxi Bisquert
- Karla Calparsoro
- Félix Rotaeta
- José María Tasso (Xemen)

## Argumento
Luis de Navarra, hermano del rey Carlos II de Navarra, vuelve a su tierra después de las derrotas frente al rey Carlos V de Francia, pero su ambición le lleva a una nueva aventura al otro extremo del mar Mediterráneo.